# A.J. Feeley
A.J. Feeley (Caldwell, 16 maggio 1977) è un ex giocatore di football americano statunitense.

## Carriera professionistica
Stagione 2001
Preso come 155a scelta dai Philadelphia Eagles, ha giocato una partita non da titolare completando 10 lanci su 14 per 143 yard con 2 touchdown e un intercetto concludendo con un passer rating di 114.
Stagione 2002
Ha giocato 6 partite di cui 5 da titolare completando 86 lanci su 154 per 1011 yard con 6 touchdown e 5 intercetti, ha subito 7 sack perdendo 48 yard concludendo con il ratio del 75,4%, ha fatto 12 corse per 6 yard con 2 fumble di cui uno lo ha perso e uno lo ha recuperato, ha fatto un tackle  da solo e ha recuperato un altro fumble per nessuna iarda.
Stagione 2003
Non è mai sceso in campo.
Stagione 2004
È passato ai Miami Dolphins dove gioca 11 partite di cui 8 da titolare completando 191 lanci su 356 per 1893 yard"record personale" con 11 touchdown"record personale e 15 intercetti, ha subito 23 sack perdendo 136 yard concludendo con il ratio del 61,7%, ha fatto 14 corse per 13 yard con un touchdown e 3 fumble. In totale (compresi quelle delle corse) ha subito 10 fumble di cui 5 li ha persi e uno lo ha recuperato.
Stagione 2005
Inizia con i Dolphins per poi passare ai San Diego Chargers senza mai scendere in campo.
Stagione 2006
Ritorna ai Philadelphia Eagles dove gioca 2 partite di cui nessuna da titolare completando 26 lanci su 38 per 342 yard con 3 touchdown, ha subito un sack perdendo 10 yard concludendo con il ratio del 122,9%, ha fatto una corsa per 3 yard, un tackle da solo, ha subito un fumble che ha perso.
Stagione 2007
Ha giocato 3 partite di cui 2 da titolare completando 59 lanci su 103 per 681 yard con 5 touchdown e 8 intercetti, ha subito 3 sack perdendo 10 yard concludendo con il ratio del 61,2%, ha fatto 7 corse per 23 yard"record personale", ha subito un fumble che poi ha recuperato.
Stagione 2008
Non è mai sceso in campo.
Stagione 2009
Passa ai Carolina Panthers senza mai giocare una partita.
Stagione 2010
Il 5 marzo ha firmato un contratto di 2 anni con i St. Louis Rams.

## Vittorie e premi
Nessuno